# E-Prix di Monaco
L'E-Prix di Monaco è un evento automobilistico con cadenza annuale destinato alle vetture a trazione interamente elettrica del campionato di Formula E tenuto nel Principato di Monaco. La prima edizione si è corsa il 9 maggio 2015, ed è stato il settimo E-Prix della prima stagione della categoria. Si sono disputate un totale di sei edizioni, con un reinserimento nel calendario nella stagione 2018-2019.

## Circuito

Tracciato utilizzato dal 2015 al 2019

L'evento si è disputato nelle prime due edizioni sul famoso circuito di Monte Carlo, ma con l'utilizzo di una versione ridotta rispetto a quella utilizzata dalla Formula 1, lunga circa 1,76 km, che non comprendeva la sezione del tunnel e del casinò. Nell'edizione 2019, dopo essere stata ventilata la possibilità di disputare l'E-Prix sul tracciato lungo, con lo stesso layout del Gran Premio di Monaco di Formula 1, si è invece deciso di continuare a correre nella versione ridotta del tracciato e di rimandare l'esordio del layout completo della pista al 2021.
Nel 2021 si corre con un layout leggermente modificato alla Nouvelle Chicane, mentre dal 2022 viene usato ufficialmente il tracciato tradizionale.

## Albo d'oro
| Edizione | Tracciato               | Vincitore                           | Secondo                             | Terzo                               | Pole position                       | Giro veloce                     |
| -------- | ----------------------- | ----------------------------------- | ----------------------------------- | ----------------------------------- | ----------------------------------- | ------------------------------- |
| 2015     | Circuito di Monte Carlo | Sébastien Buemi Renault-e.dams      | Lucas Di Grassi Audi Sport ABT      | Nelson Piquet Jr. NEXTEV TCR        | Sébastien Buemi Renault-e.dams      | Jean-Éric Vergne Team Andretti  |
| 2017     | Circuito di Monte Carlo | Sébastien Buemi Renault-e.dams      | Lucas Di Grassi Audi Sport ABT      | Nick Heidfeld Mahindra Racing       | Sébastien Buemi Renault-e.dams      | Sam Bird DS Virgin Racing       |
| 2019     | Circuito di Monte Carlo | Jean-Éric Vergne Techeetah          | Oliver Rowland Nissan-e.dams        | Felipe Massa Venturi Grand Prix     | Oliver Rowland Nissan-e.dams        | Pascal Wehrlein Mahindra Racing |
| 2021     | Circuito di Monte Carlo | António Félix da Costa DS Techeetah | Robin Frijns Envision Virgin Racing | Mitch Evans Panasonic Jaguar Racing | António Félix da Costa DS Techeetah | Jean-Éric Vergne DS Techeetah   |
| 2022     | Circuito di Monte Carlo | Stoffel Vandoorne Mercedes EQ       | Mitch Evans Jaguar Racing           | Jean-Éric Vergne DS Techeetah       | Mitch Evans Jaguar Racing           | Robin Frijns Envision Racing    |
| 2023     | Circuito di Monte Carlo | Nick Cassidy Envision Racing        | Mitch Evans Jaguar Racing           | Jake Dennis Andretti Autosport      | Jake Hughes McLaren                 | Jake Dennis Andretti Autosport  |
| 2024     | Circuito di Monte Carlo | Mitch Evans Jaguar Racing           | Nick Cassidy Jaguar Racing          | Stoffel Vandoorne DS Penske         | Pascal Wehrlein Porsche             | Nick Cassidy Jaguar Racing      |